# Gambische Monarchie
Die gambische Monarchie war ein parlamentarisches Regierungssystem, in welchem ein erblicher Monarch der Souverän Gambias war und die Rolle des Staatsoberhaupts von 1965 bis 1970 innehatte. Staatsoberhaupt war seit dem 18. Februar 1965 – mit der Unabhängigkeit Gambias – Königin Elisabeth II., die offiziell als Königin von Gambia (engl. Queen of Gambia) bezeichnet wurde. Sie und andere Mitglieder der britischen Königsfamilie übten in Gambia verschiedene offizielle Funktionen aus und repräsentieren das Land in anderen Staaten.
Die meisten Hoheitsrechte in Gambia wurden durch den Generalgouverneur (vom 18. Februar 1965 bis zum 9. Februar 1966 von Sir John Warburton Paul und vom 9. Februar 1966 bis zum 24. April 1970 von Sir Farimang Singhateh) wahrgenommen. Die gambische Monarchie entwickelte sich aus den kolonialen Beziehungen zum Vereinigten Königreich heraus, war aber gegenüber der britischen Monarchie rechtlich eigenständig. Gambia wurde (als Gambia Colony and Protectorate) 1965, im Rahmen des Gambia Independence Act 1964 des Parlaments des Vereinigten Königreichs zu einem unabhängigen souveränen Staat, die Unabhängigkeit verliehen.
Nach zwei Referenden über eine Verfassungsänderung, von denen die erste erfolglos verlief, weil sie nicht die erforderliche Zweidrittelmehrheit erreichte, und die zweite erfolgreich war, verabschiedete Gambia am 24. April 1970 eine neue Verfassung, mit der die Monarchie abgeschafft wurde. Gambia wurde eine Republik innerhalb des Commonwealth, mit dem Präsidenten von Gambia als Staatsoberhaupt.
Die Königin besuchte Gambia am 3. bis zum 5. Dezember 1961.

## Titel
In Gambia lautete der Titel von Königin Elisabeth II. wie folgt:
- 18. Februar 1965 bis 18. Juni 1965:

Deutsche Übersetzung: „Elisabeth die Zweite, von Gottes Gnaden Königin des Vereinigten Königreichs und Nordirland und Ihrer anderen Königreiche und Territorien, Oberhaupt des Commonwealth, Verteidigerin des Glaubens.“
- 18. Juni 1965 bis 24. April 1970:

Deutsche Übersetzung: „Elisabeth die Zweite, Königin von Gambia und Ihrer anderen Königreiche und Territorien, Oberhaupt des Commonwealth.“